# Calliphora vomitoria
Calliphora vomitoria este o specie de muște din genul Calliphora, familia Calliphoridae. A fost descrisă pentru prima dată de Linnaeus în anul 1758. Conform Catalogue of Life specia Calliphora vomitoria nu are subspecii cunoscute.

## Clasificarea după ITIS (Integrated Taxonomic Information System)
• Regn Animalia
   • Subregn Bilateria
     • Infraregn Protostomia
       • Superîncrengătuă Ecdysozoa
         • Încrengătură Arthropoda
           • Subâncrengătură Hexapoda
             • Clasă Insecta
               • Subclasă Pterygota
                • Infraclasă Neoptera
                   • Superordin Holometabola
                     • Ordin Diptera
                       • Subordin Brachycera
                         • Infraordin Muscomorpha
                           • Familie Calliphoridae
                             • Subfamilie Calliphorinae
                               • Trib Calliphorini
                                 • Gen Calliphora
                                   • Specie Calliphora vomitoria

## Galerie

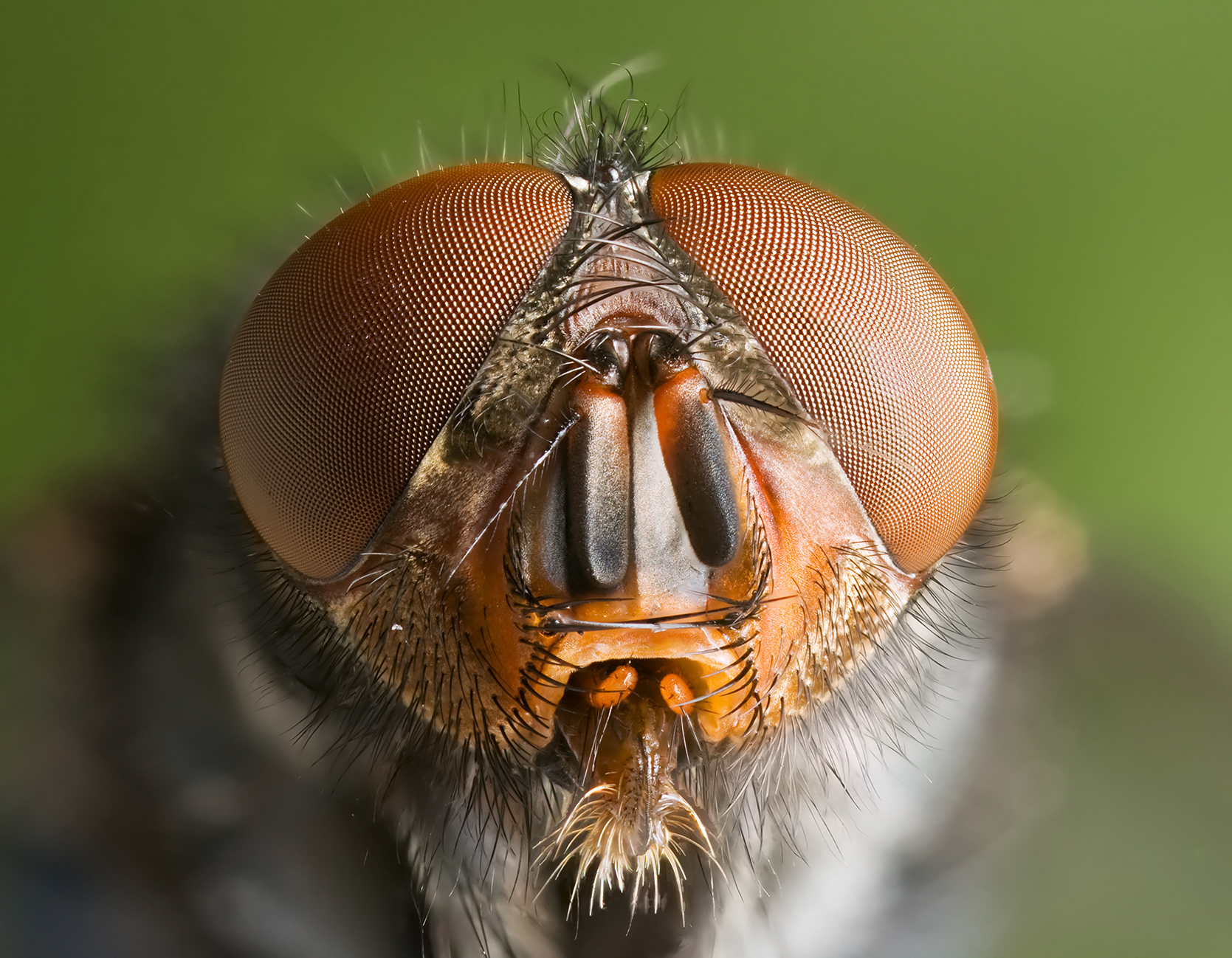
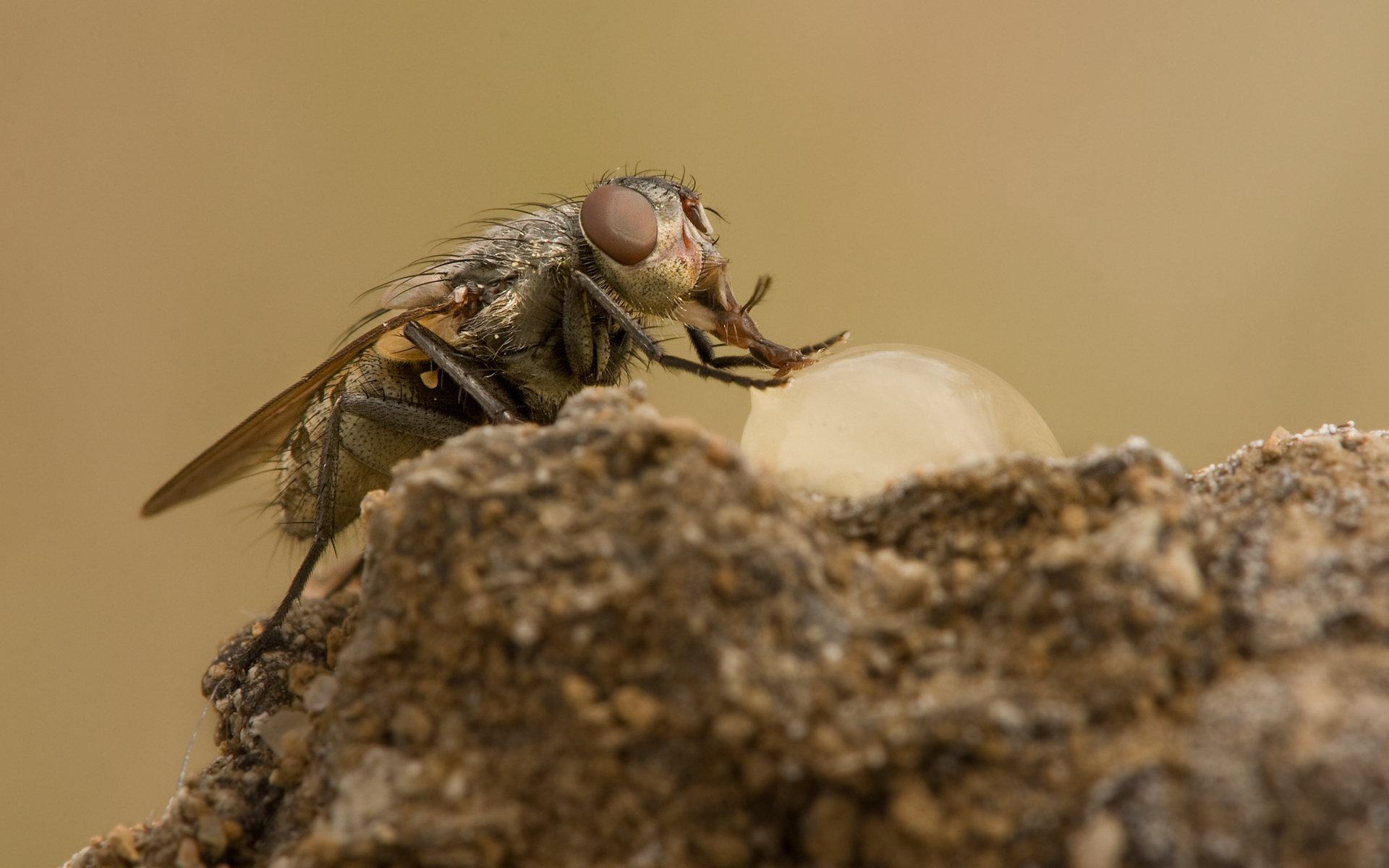
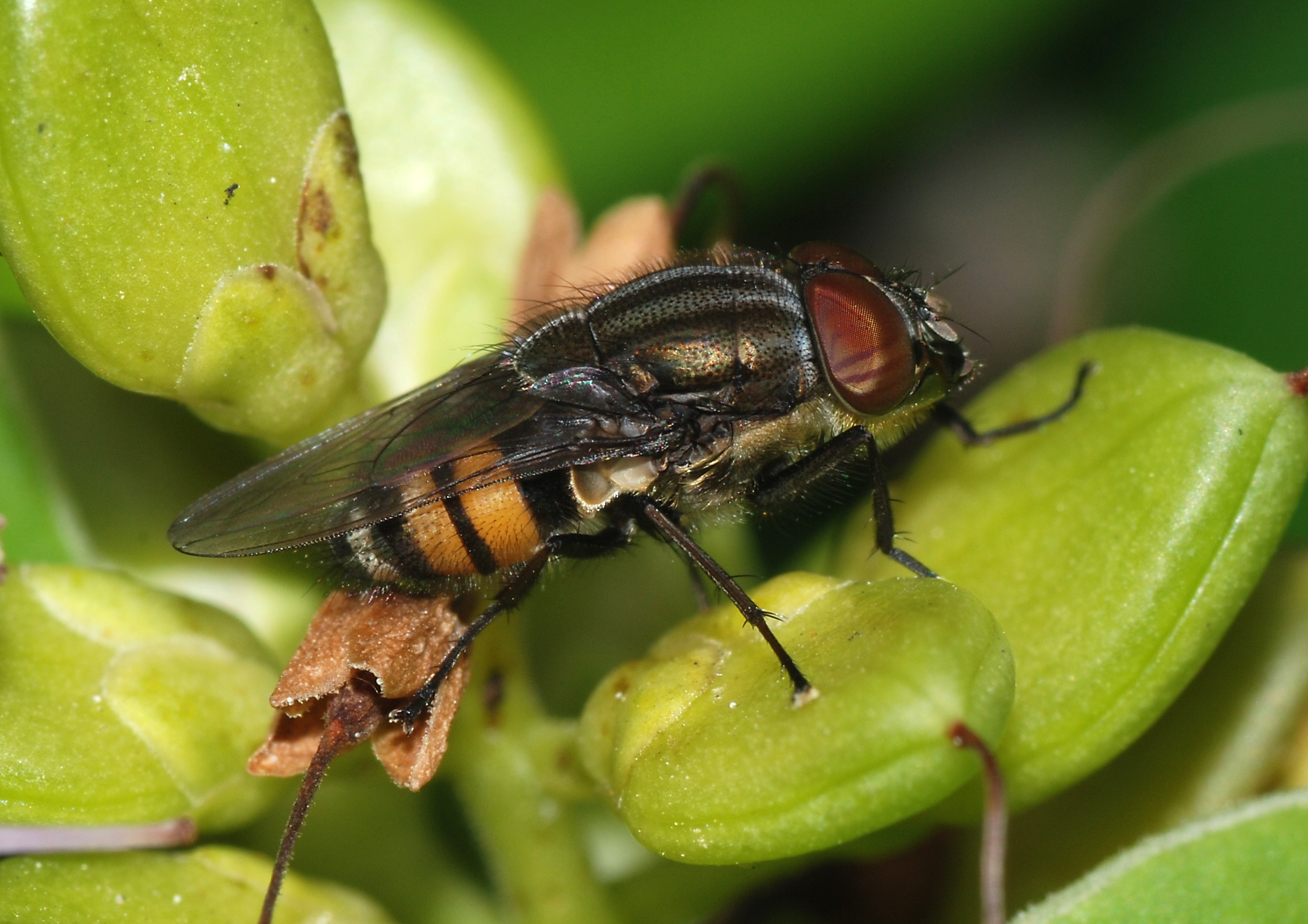
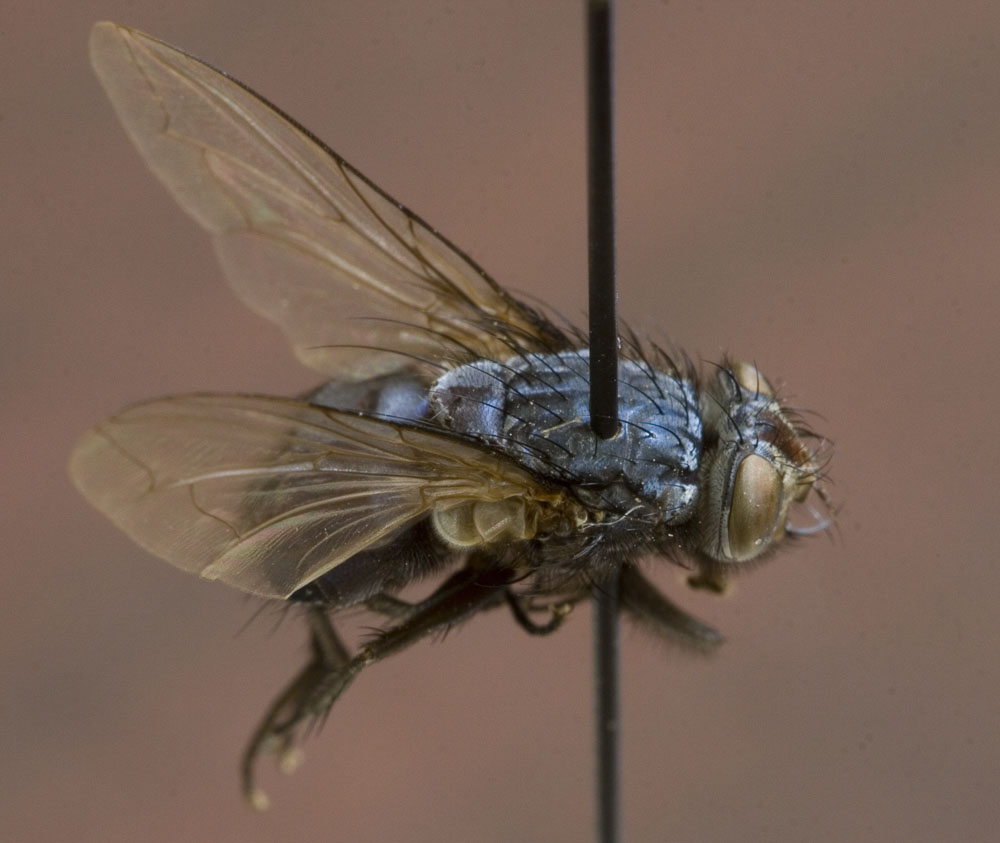
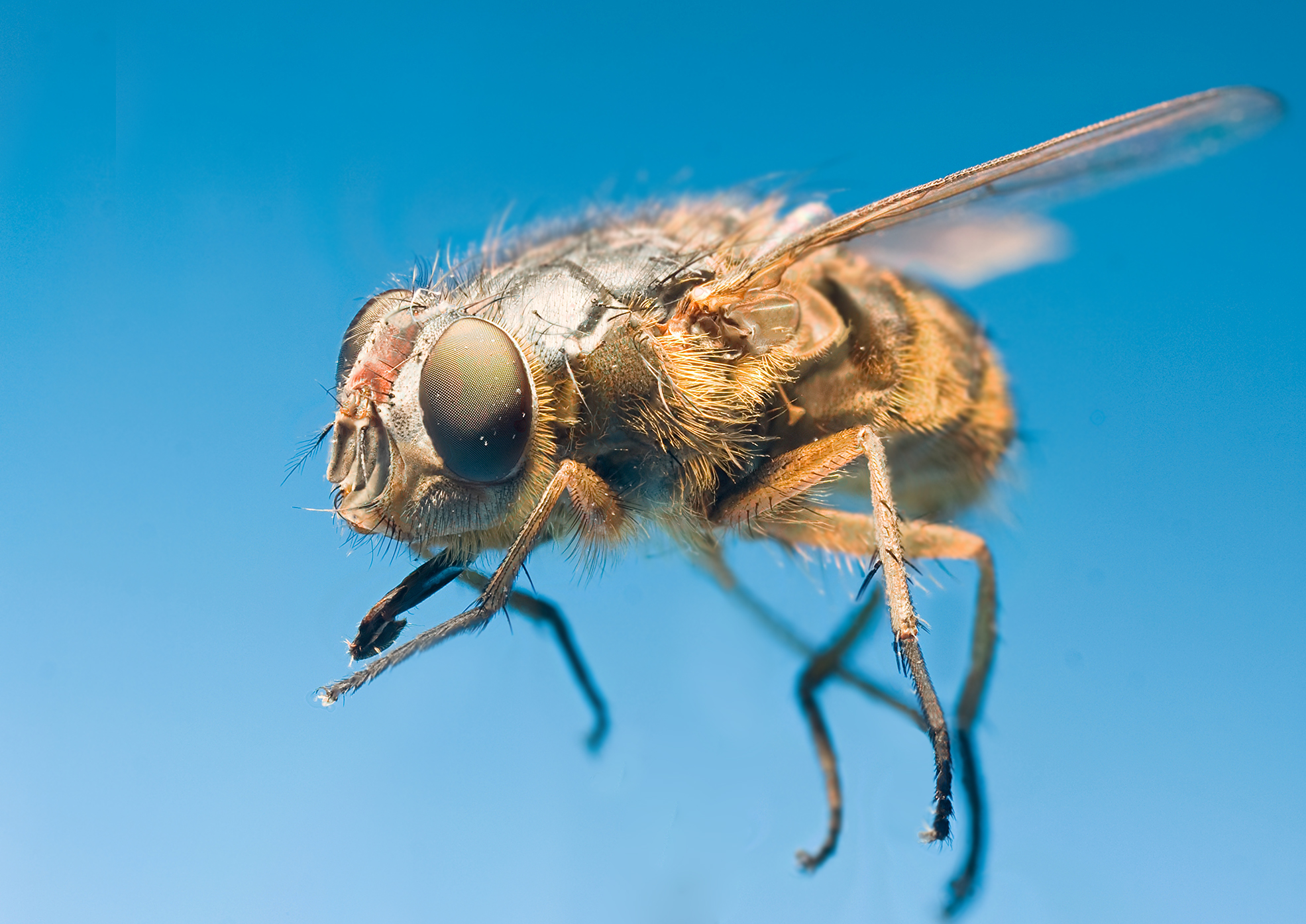
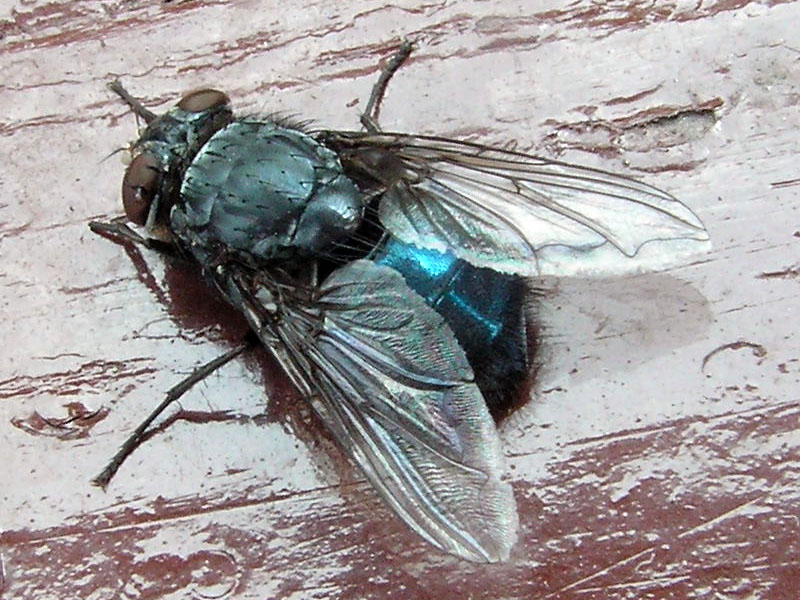